# 趙延慶 (萬曆進士)
趙延慶，字匯旋，山西太原府盂县軍籍。明朝政治人物。

## 生平
萬曆四十三年（1615年）乙卯科舉人，四十四年（1616年）丙辰科進士。萬曆末年，官直隸樂亭縣知縣，調鉅野縣，擢湖廣道御史。天启五年十二月，刑科給事中蘇兆先疏參南京戶部尚書周希聖、御史蔣允儀、趙延慶。得旨：周希聖營入台班，旋降典史，投身邪黨，躐躋正卿；蔣允儀門戶渠魁，把持察典，雖經例轉，公憤未平；趙延慶調簡行取，奧援通神，激變營軍，流毒善類，都著削籍為民，當差仍追奪誥命。崇禎元年八月，原任御史趙延慶補陝西道御史，巡按四川。